# Калико, Яков Вениаминович
Яков Вениаминович Калико (30 декабря 1918, Новониколаевск — 19 января 1987, Новосибирск) — советский врач, кандидат медицинских наук, заслуженный врач РСФСР.

## Биография
Родился 30 декабря 1918 года в Новониколаевске в семье врача. В 1941 году окончил Новосибирский мединститут. Был призван в РККА и в период Великой Отечественной войны служил на Закавказском, Юго-Западном, 3-м Украинском фронтах и в Южной группе войск; начинал младшим врачом полка, впоследствии занял пост начальника санитарной службы отдельного полка и бригады. В ноябре 1946 года был демобилизован.
Карьера врача с 1947 по 1987 год была связана с медицинскими учреждениями Дзержинского района Новосибирска, в которых он занимал следующие должности: начальник медсанслужбы Новосибирского авиационного завода имени Чкалова, заведующий райздравотделом, главный врач поликлиники № 3, главный врач городской клинической больницы № 2 (1954—1987).
Умер 19 января 1987 года в Новосибирске. Похоронен на Заельцовском кладбище.

## Деятельность
При участии мединститута организовал крупный межведомственный комплекс для исследования и профилактики вибрационной болезни. Разработанные лечебно-профилактические мероприятия способствовали снижению вибрационной болезни и были внедрены на заводе имени Чкалова.
Неоднократный член Дзержинского РК КПСС и Дзержинского районного Совета народных депутатов.

## Награды
Удостоен орденов Красной Звезды, «Знак Почёта», знака «Отличник здравоохранения СССР» и 10 медалей. Награждён серебряной медалью ВДНХ за организацию профилактических комплексов в рамках диагностического наблюдения за работниками виброопасных профессий.